# Джонни Кок
«Джонни Кок» (англ. Johnie Cock, также Johnnie o' Braidesley и др.; Child 114, Roud 69) — народная баллада шотландского происхождения. Фрэнсис Джеймс Чайлд в своём собрании приводит десять её вариантов и три маленьких фрагмента. Самая ранняя известная версия была прислана Томасу Перси в 1780 году. Также баллада появляется в сборнике Джозефа Ритсона. Вальтер Скотт поместил в «Песни шотландской границы» скомпилированый им из разных фрагментов вариант.
Под названием «Джонни из Кокерсли» на русский язык балладу перевёл Игнатий Михайлович Ивановский.

## Сюжет
Джонни, молодой человек, собирается на охоту на оленя, несмотря на королевские законы и предостережения матери. Он с собаками загоняет зверя и, наевшись мясом до отвала (и накормив свою свору), засыпает. Его обнаруживает проходящий мимо старик, который спешит рассказать об этом лесникам (в большинстве вариантов их семеро, в одном — пятнадцать и ещё в одном, по-видимому, три). Они находят спящего браконьера и ранят его, однако тому удаётся убить всех, кроме последнего с тяжёлым ранением, которого Джонни отправляет сообщить новость об остальных. Птица рассказывает о случившемся его матери, и юношу находят уже мёртвым. В одном из вариантов содержится концовка, очевидно, добавленная намеренно в подражание историям о Робин Гуде и Адаме Белле, в которой король дарует выжившему Джонни помилование и пожизненное право на охоту в лесу.
Чайлд в переписке называл эту балладу «одной из лучших» во всём корпусе. Тогда как мотив о герое, побеждающем в неравном бою семерых противников, является фактически топосом, Роберт Уолтц отмечает интересную параллель между этой балладой и Песнью о Роланде: оба героя неосмотрительно едут навстречу опасности, получают смертельное ранение, однако убивают почти всех своих противников и слишком поздно получают помощь.